# Мерста
Мерста (Шведською: [²mæːʂʈa]) — передмістя Стокгольму та адміністративний центр комуни Сигтуна, лен Стокгольм, Швеція з 27 034 жителями в 2015 році. Місто розташоване недалеко від головного міжнародного аеропорту Стокгольма Арланда. Навіть якщо його походження сягає близько 500 року н. е., Мерста є сучасним житловим районом з багатоповерховими та невеликими житловими будинками. Місто знаходиться у фазі експансії, і нові житлові райони будуються в центральних і в прилеглих районах Мерсти. До Мерсти можна дістатися потягами Стокгольмської приміської залізниці і автобусом з аеропорту Арланда. У центральній частині міста Мерста є торговий район «Märsta Centrum» з різними магазинами, пабами та ресторанами. Ще однією меншою торговою зоною є «Valsta Centrum». На схід від центру Мерсти є промислова зона і трохи далі на схід, неподалік від аеропорту — торговий центр «Eurostop».

## Назва
Походження назви Märsta сягає близько 500 року н. е. У той час більшість долин в Märsta все ще знаходилися під водою, що пояснює назву. Mär- можна знайти в шведському слові mjärde, що є рибальським інструментом, і -sta означає «місце» (область або якесь місце проживання), як шведське слово stad, що означає місто. Тобто Märsta означає «місце для рибальства».

## Географія
Мерста розташоване на північ від Steningevik, який є затокою озера Меларен. Центр міста розташований у долині під назвою Märstadal і в районі Sätuna, де також знаходиться залізнична станція міста.
Решта будівель міста поширювалися на і під пагорбами, що утворюють долини в Мерсті. Річка, що протікає по місту до Стенінгевіка, називається Märstaån. Він також розташований вздовж автомагістралі E4 близько 37 км на північ від центру Стокгольма, 33 км на південь від Уппсали і близько 4 км від аеропорту Арланда.

## Герб

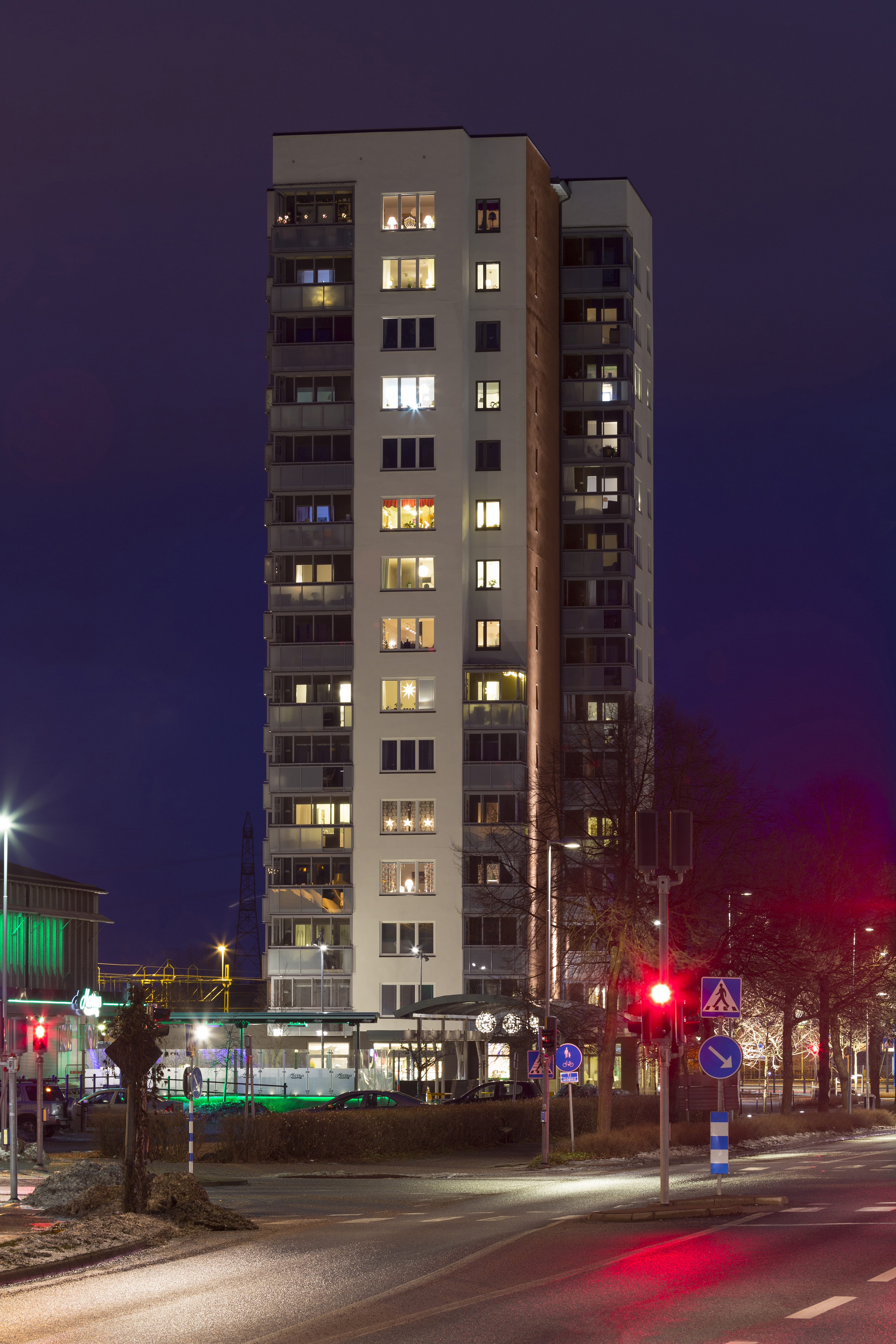
Будинок біля залізничної станції

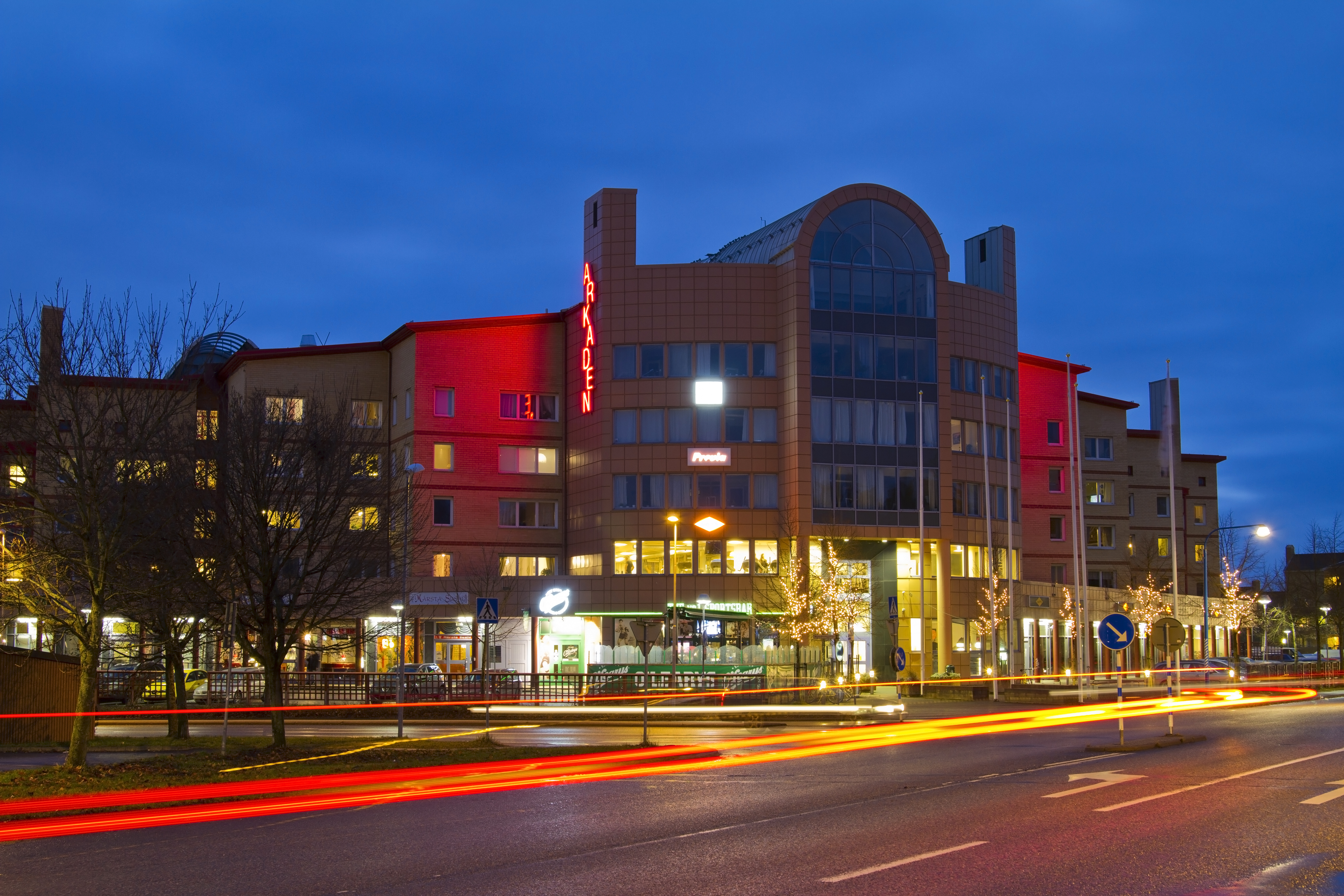
Arkaden в Мерсті з ресторанами, офісами, тренувальними залами, тощо

Герб Мерсти виник в результаті злиття печаток двох сотень Ärlinghundra та Seminghundra, які сьогодні знаходяться в Мерсті. Відомо, що комбінована печатка, що показує ключ і сокиру, перетнуту золотом на червоному полі, використовувалася з 1568 року. Ключ був символом Ärlinghundra і символізував «ключ до небесних воріт». Сокира була символом Seminghundra і символізувала сокиру, яка убила Святого Олафа; Seminghundra також була відома як місце виконання страт засуджених протягом середньовіччя.
З 1952 по 1970 рр. Мерста існувала як власна комуна. Герб був створений у 1954 році і став застарілим як комунальний герб, коли в 1971 році Мерста була злита з комуною Сигтуна.

## Історія
Ця територія була заселена з кам'яної доби і завдяки розташуванню ці землі має багаті археологічні залишки бронзової доби, залізної доби і доби вікінгів. У районі Мерста є багато рунічних каменів, руїн кам'яних замків і стін.
Територія сьогоднішньої сучасної Мерсти складається з великих ферм і невеликих громад, які були (і є) типовими для ландшафту провінції [Уппланд]. Мерста була лише однією з цих ферм, але завдяки розташуванню та важливості подорожей між Стокгольмом та Уппсалою, ферма мала була перетворитися на готель. Важлива дорога може бути простежена до епохи вікінгів і навіть далі.
Під час шведської імперії багато старих дворян стали землевласниками в цьому районі і будували палаци, такі як Steninge, Skånelaholm, Rosersberg та Venngarn.
Навіть найстаріша державна школа Швеції розташована в Husby-Ärlinghundra, парафії Мерсти. Вона була побудована в 1697 році і сьогодні є музеєм.
Перший телеграфний стовп у Швеції був розміщений у Мерсті в 1853 році, а залізнична станція була побудована в 1860-х роках. В даний час це північній кінець приміської залізниці в Стокгольмі, а також невелика розв'язка з SJ.
Комуна Мерста була утворена у 1952 році завдяки злиттю парафій Husby-Ärlinghundra, Norrsunda, Odensala і Skånela. У 1967 році в комуну об'єдналися парафії Vidbo, Lunda та Skepptuna. У 1971 р. міста Сигтуна і Мерста були злиті разом і утворена комуна Сигтуна з Мерстою як її центром.
У 1957 році уряд Швеції вирішив побудувати новий міжнародний аеропорт Стокгольма, Арланда, у Хальмшоні, на схід від Мерсти. У своєму рішенні уряд згадав будівництво міста, у якому могли жити працівники нового аеропорту. Місто було розташоване в Мерсті. План житлового району був зроблений у 1960 році, а протягом 1960-х років населення Мерсти збільшилося в чотири рази. Більша частина будівель у місті Мерста була побудована в 1960 році. Розширення Мерсти на схід обмежено через обмеження шуму на 55 dB(A). У центральній частині міста Мерста є не так багато старих будинків, але на південь від Мерсти, є замок Стенінге 1690 року, який є популярною туристичною пам'яткою.

## Галерея

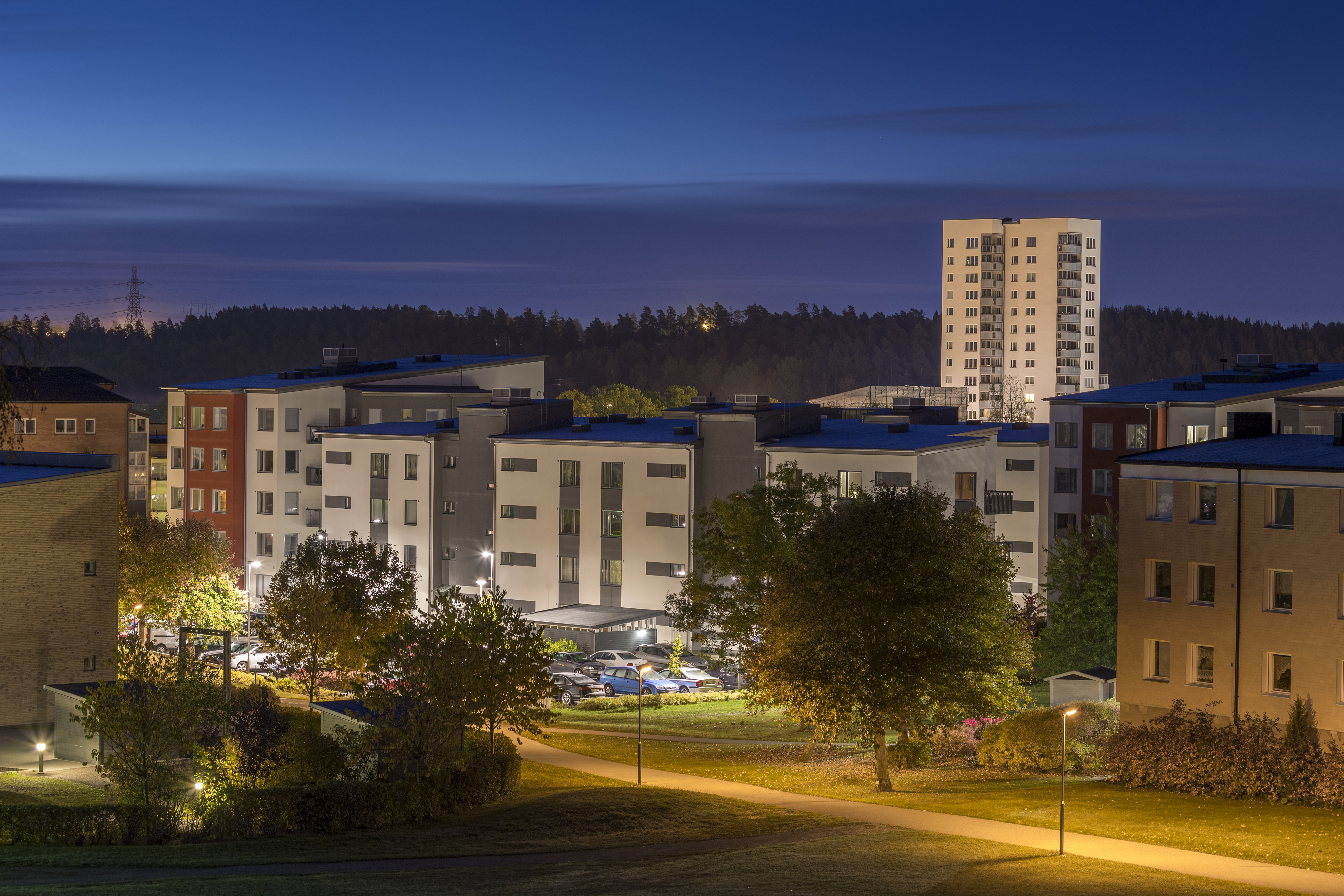
Центральна Мерста на світанку
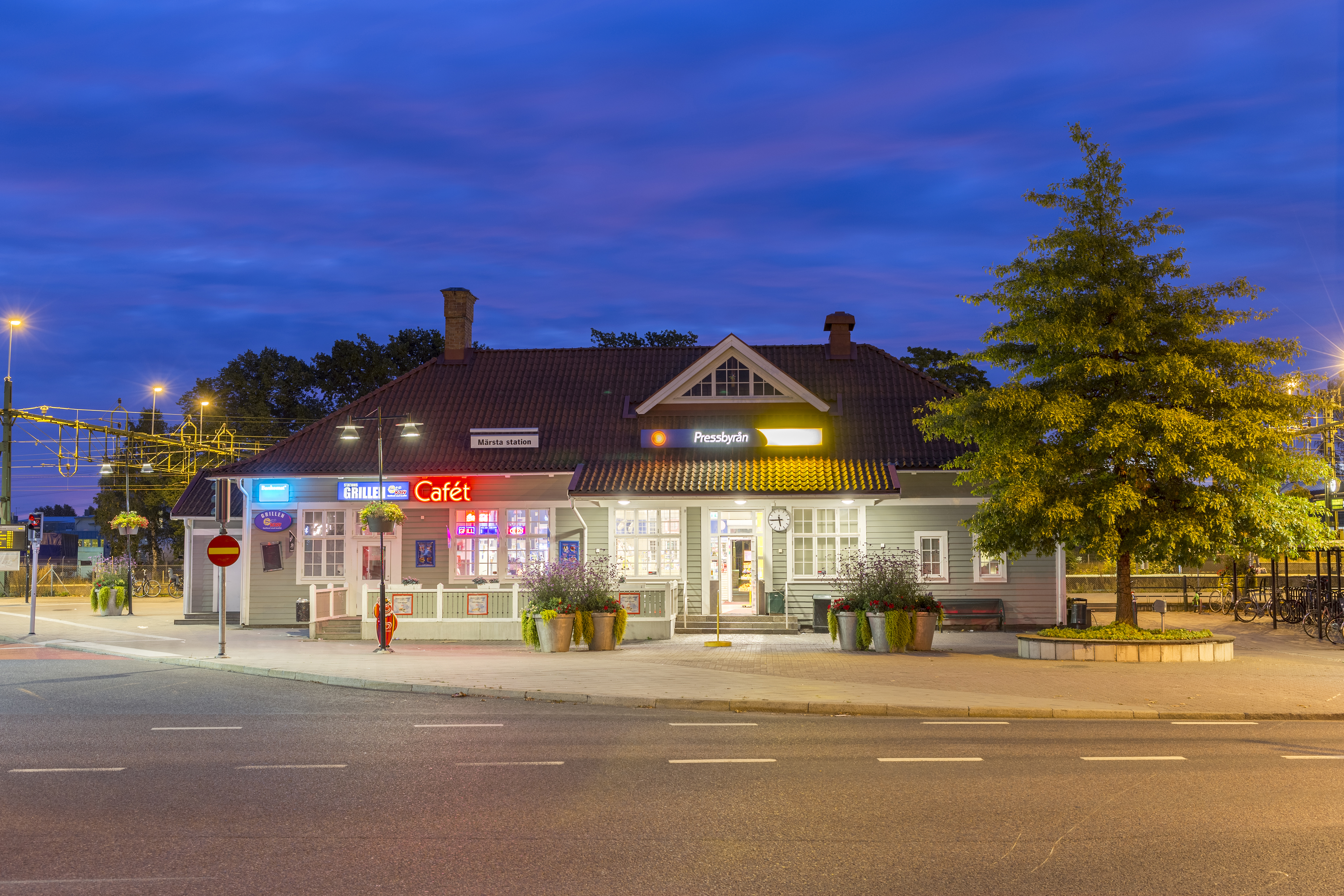
Залізнична станція
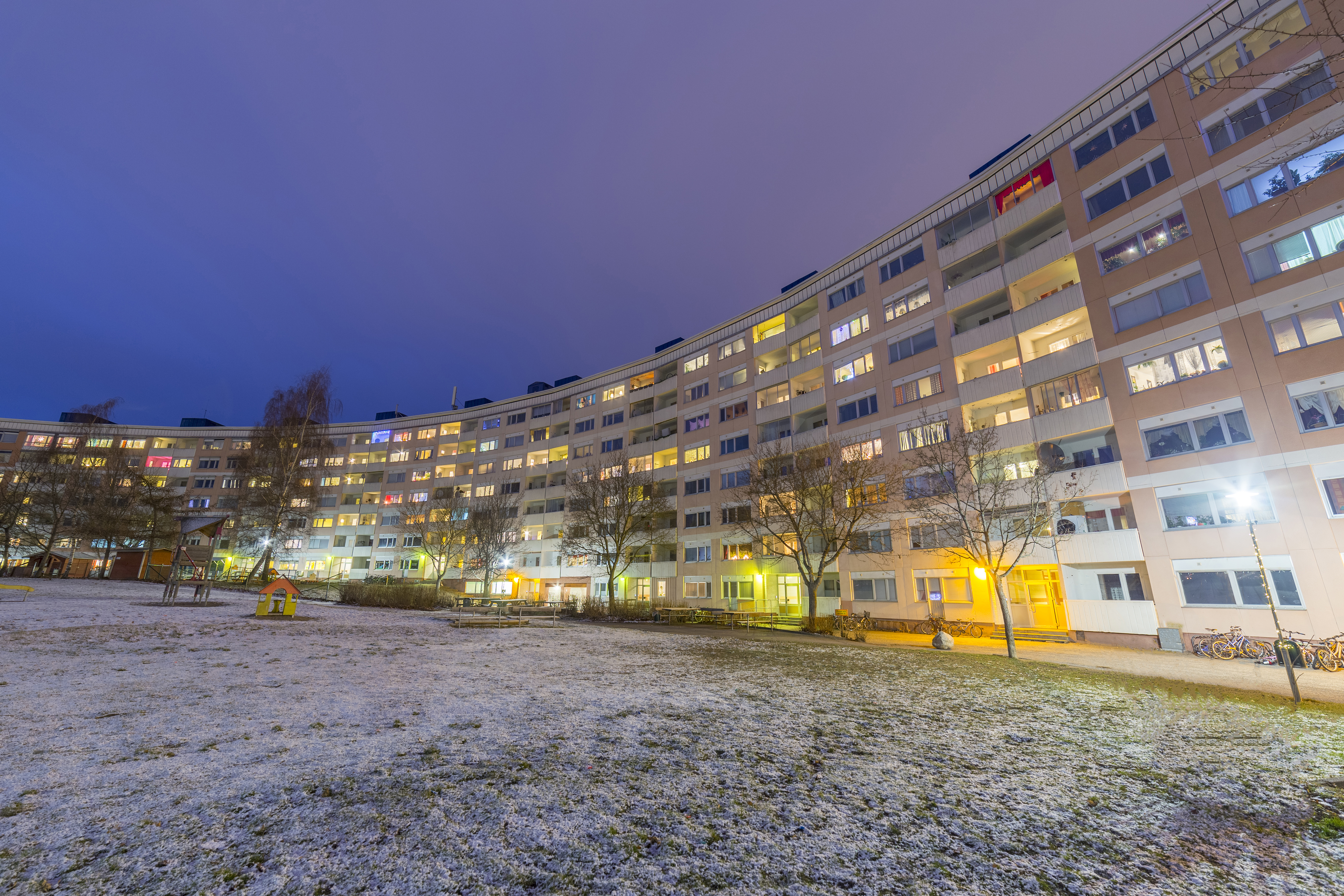
Великий житловий будинок в районі Тінгвалла Мерста
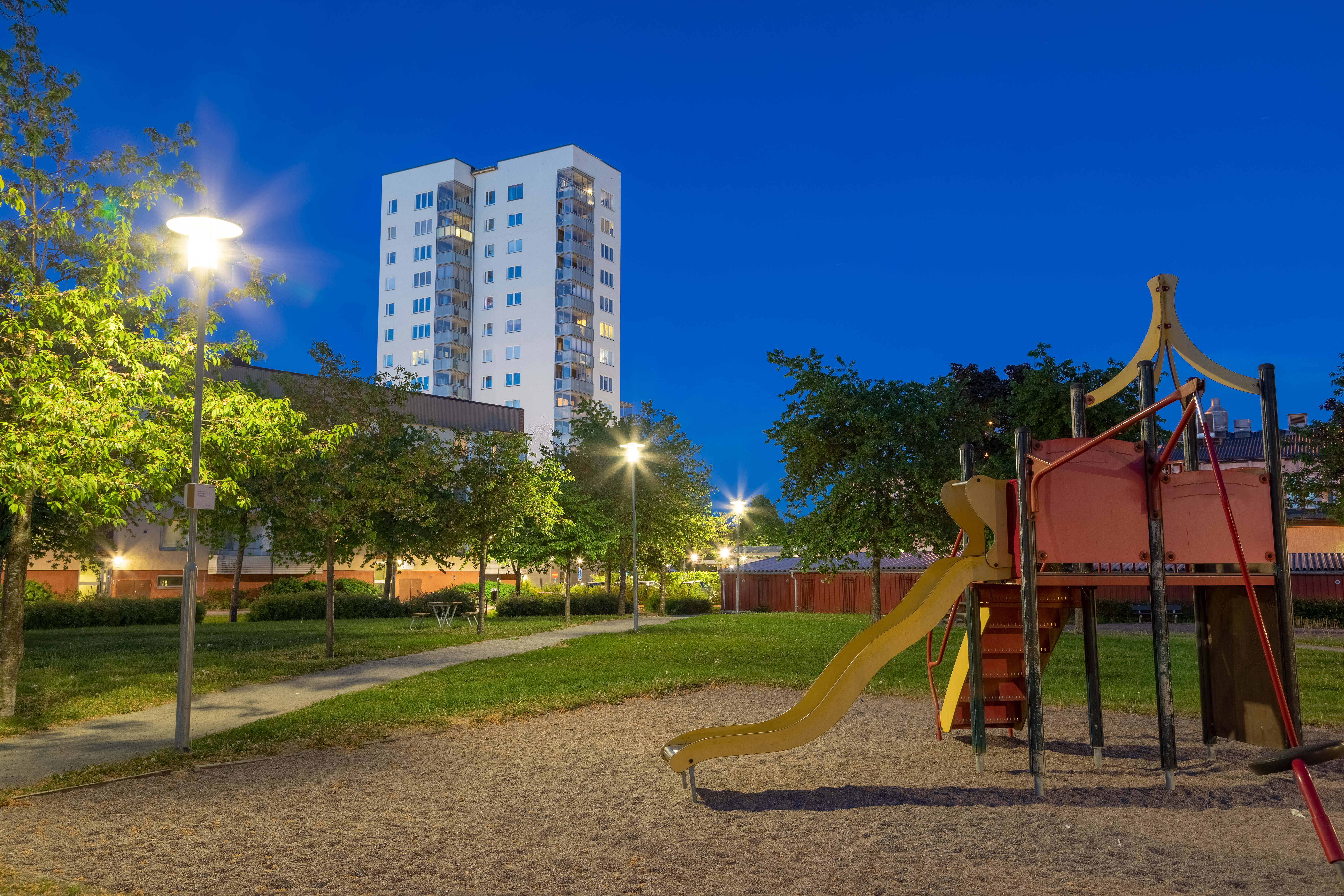
Будинки в центрі міста
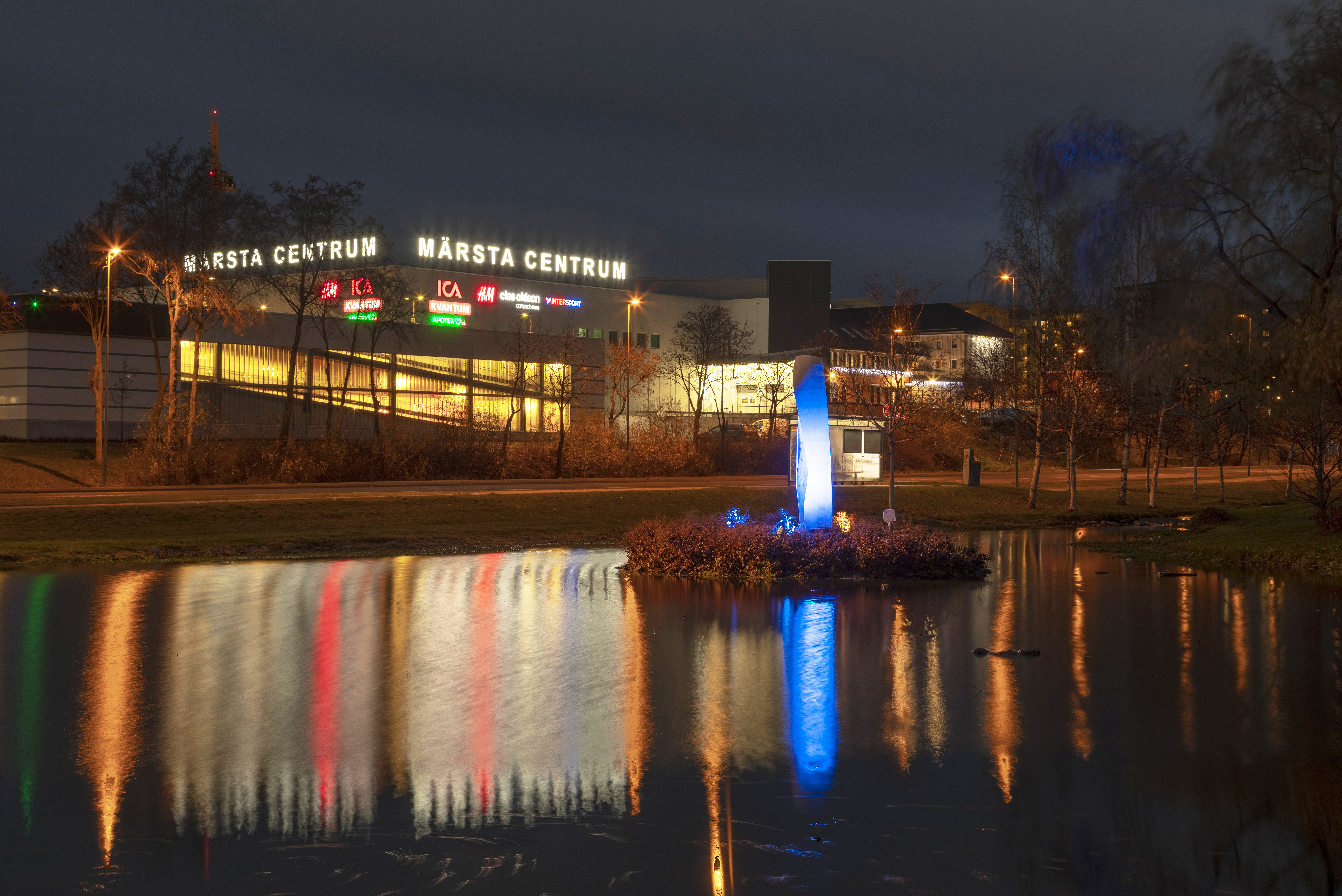
Торговий центр Märsta Centrum
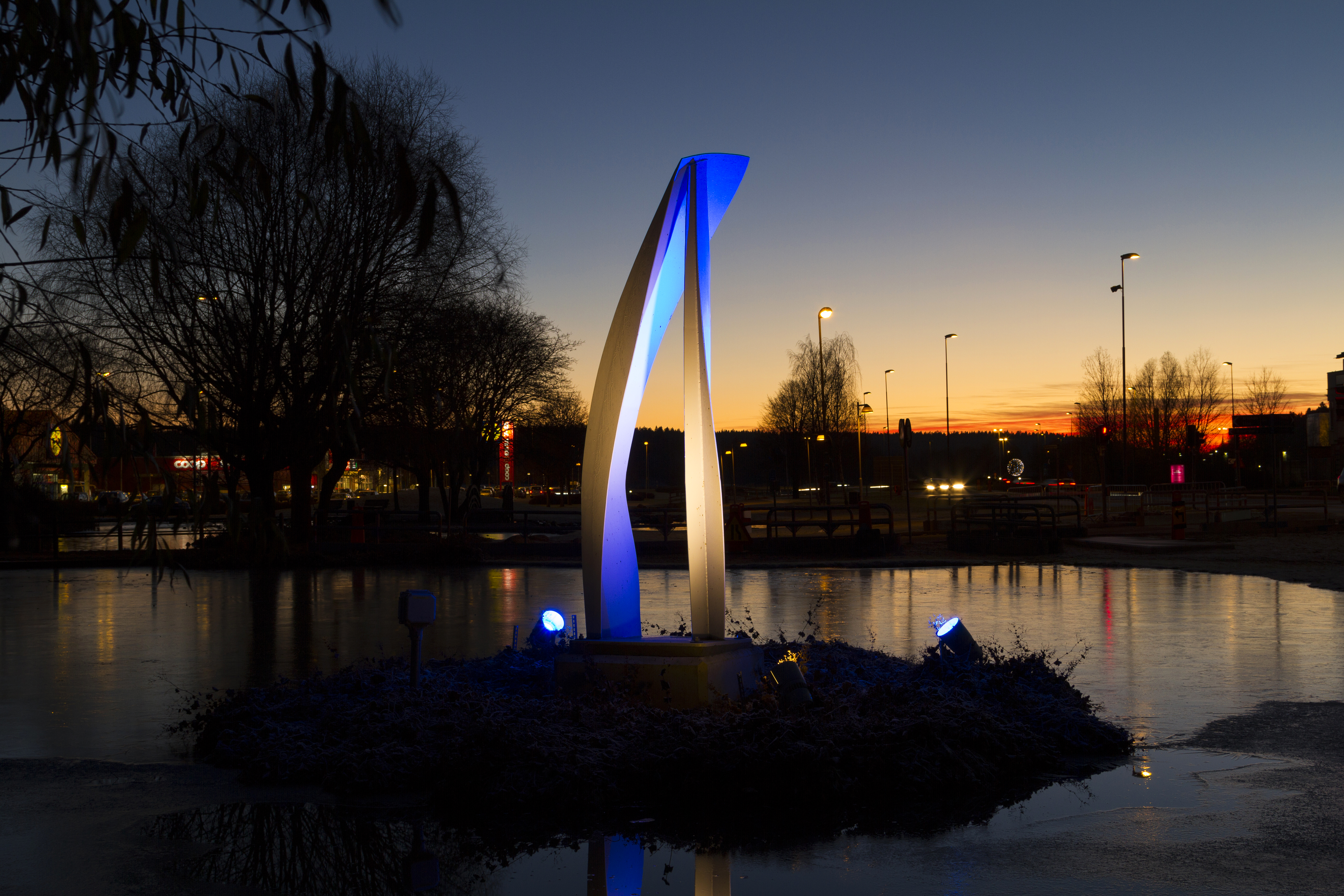
Скульптура «Блакитна форма» Ларза Елдбоге
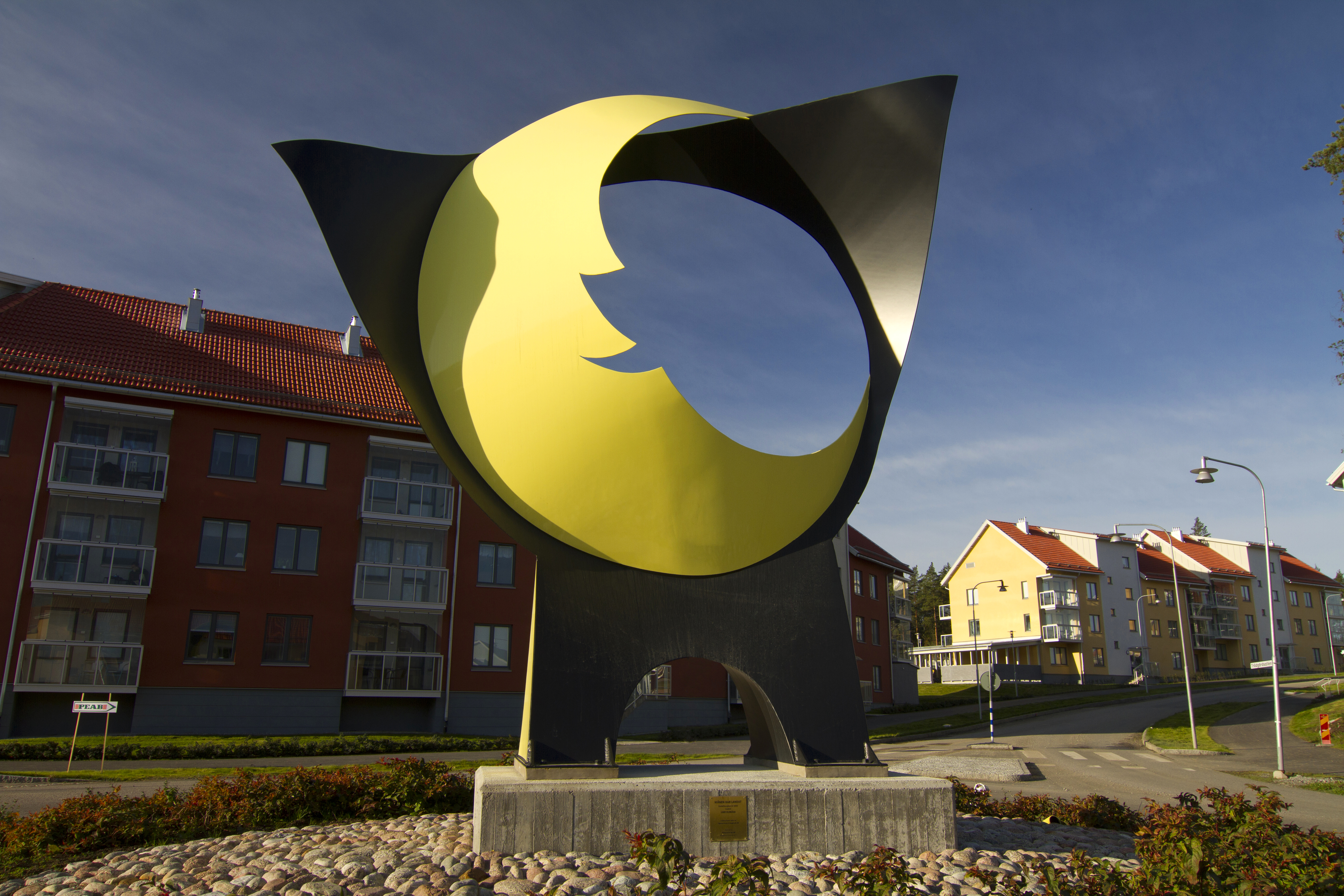
Скульптура в Steningehöjden.
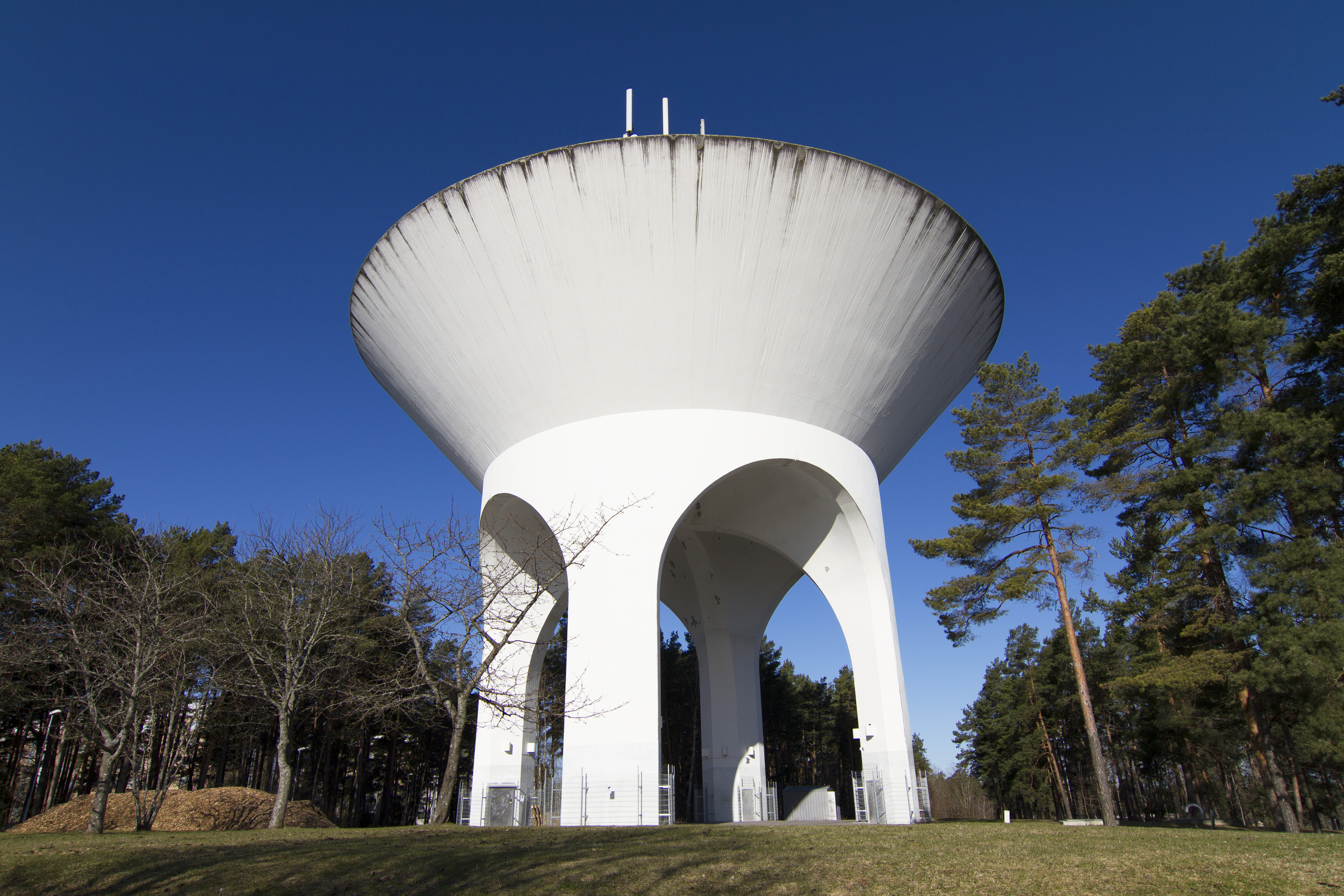
Водяна вежа Вальста є визначною пам'яткою